# Bretonnières
Bretonnières ist ein Dorf und eine politische Gemeinde im Distrikt Jura-Nord vaudois des Kantons Waadt in der Schweiz.

## Geographie
Bretonnières liegt auf 681 m ü. M., 5 km westlich des Ortes Orbe und 15 km südwestlich der Bezirkshauptstadt Yverdon-les-Bains (Luftlinie). Das Bauerndorf erstreckt sich auf dem Jurafussplateau zwischen der Orbeebene und der ersten Jurakette.
Die Fläche des 5,5 km² grossen Gemeindegebiets umfasst einen Abschnitt des Jurafussplateaus. Der Gemeindeboden erstreckt sich von der Erhebung Crêt des Fives westwärts über das Trockental nördlich von Croy in die Wälder Derrière Forel und Le Sapelet am sanft ansteigenden Jurahang. Der höchste Punkt von Bretonnières wird mit 840 m ü. M. im Bereich von Les Combes erreicht. Die nördliche Grenze verläuft entlang der Orbe, die hier ein tiefes Tal im Jurafussplateau geschaffen hat, die unter Naturschutz stehenden Gorges de l'Orbe. Von der Gemeindefläche entfielen 1997 7 % auf Siedlungen, 48 % auf Wald und Gehölze und 45 % auf Landwirtschaft.
Zu Bretonnières gehören einige Einzelhöfe am Jurahang. Die Nachbargemeinden von Bretonnières sind im Nordosten Agiez, im Südosten Bofflens, im Süden Romainmôtier-Envy, im Westen Premier und im Norden Les Clées.

## Bevölkerung
Mit 259 Einwohnern (Stand 31. Dezember 2023) gehört Bretonnières zu den kleinen Gemeinden des Kantons Waadt. Von den Bewohnern sind 97,5 % französischsprachig, 1,5 % deutschsprachig und 0,5 % italienischsprachig (Stand 2000). Die Bevölkerungszahl von Bretonnières belief sich 1850 auf 231 Einwohner, 1900 auf 252 Einwohner. Nach dem Höchststand 1920 (281 Einwohner) wurde bis 1980 ein Rückgang auf 159 Einwohner registriert. Seither wurde wieder eine leichte Bevölkerungszunahme beobachtet.

## Wirtschaft
Bretonnières ist noch heute ein landwirtschaftlich geprägtes Dorf, wobei früher der Ackerbau vorherrschte, während heute vor allem Viehzucht und Milchwirtschaft betrieben wird. Weitere Arbeitsplätze bietet das lokale Kleingewerbe an. Im nördlichen Gemeindegebiet oberhalb des Orbetals befinden sich grössere Kiesgruben. Da sich Bretonnières in den letzten Jahrzehnten allmählich zu einer Wohngemeinde entwickelte, sind zahlreiche Erwerbstätige Wegpendler.

## Verkehr
Die Gemeinde liegt nahe der Hauptstrasse 9 von Lausanne nach Vallorbe. Am 1. Juli 1870 wurde die Eisenbahnstrecke von Cossonay nach Vallorbe mit einem Bahnhof in Bretonnières in Betrieb genommen.

## Geschichte
Überreste früher Begehung und Besiedlung des Gemeindegebietes von Bretonnières bilden ein Megalith und Spuren einer Römerstrasse. Die erste urkundliche Erwähnung des Ortes erfolgte 1154 unter dem Namen Bretoneres; 1228 erschien die Bezeichnung Bretoneires. Der Name geht vermutlich auf das okzitanische Wort bretoina (Liguster) zurück.
Seit dem Mittelalter gehörte Bretonnières zum Kloster Romainmôtier. Mit der Eroberung der Waadt durch Bern im Jahr 1536 wurde das Dorf Teil der Kastlanei und Landvogtei Romainmôtier. Nach dem Zusammenbruch des Ancien Régime gehörte Bretonnières von 1798 bis 1803 während der Helvetik zum Kanton Léman, der anschliessend mit der Inkraftsetzung der Mediationsverfassung im Kanton Waadt aufging. Es wurde 1798 dem Bezirk Orbe zugeteilt.

## Sehenswürdigkeiten
Die reformierte Kirche von Bretonnières zählt zu den ältesten Steinkirchen des Kantons Waadt. Das romanische Kirchenschiff stammt aus dem 11. Jahrhundert, während der Chor im 14. und 15. Jahrhundert an der Stelle einer Rundapsis erbaut wurden. Aus dem 16. Jahrhundert sind die Wandmalereien, und der Turm wurde 1906 errichtet. Im Ortskern befinden sich einige Bauernhäuser aus dem 18. und 19. Jahrhundert.

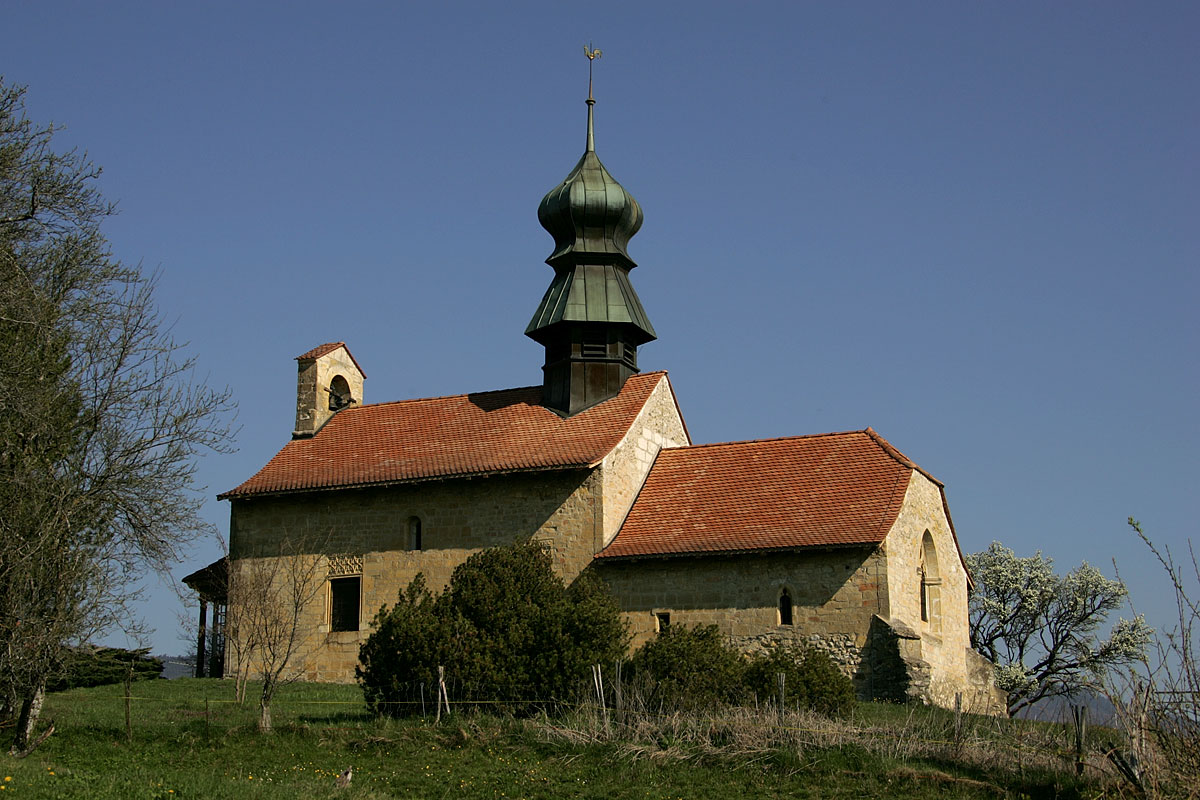
Reformierte Kirche
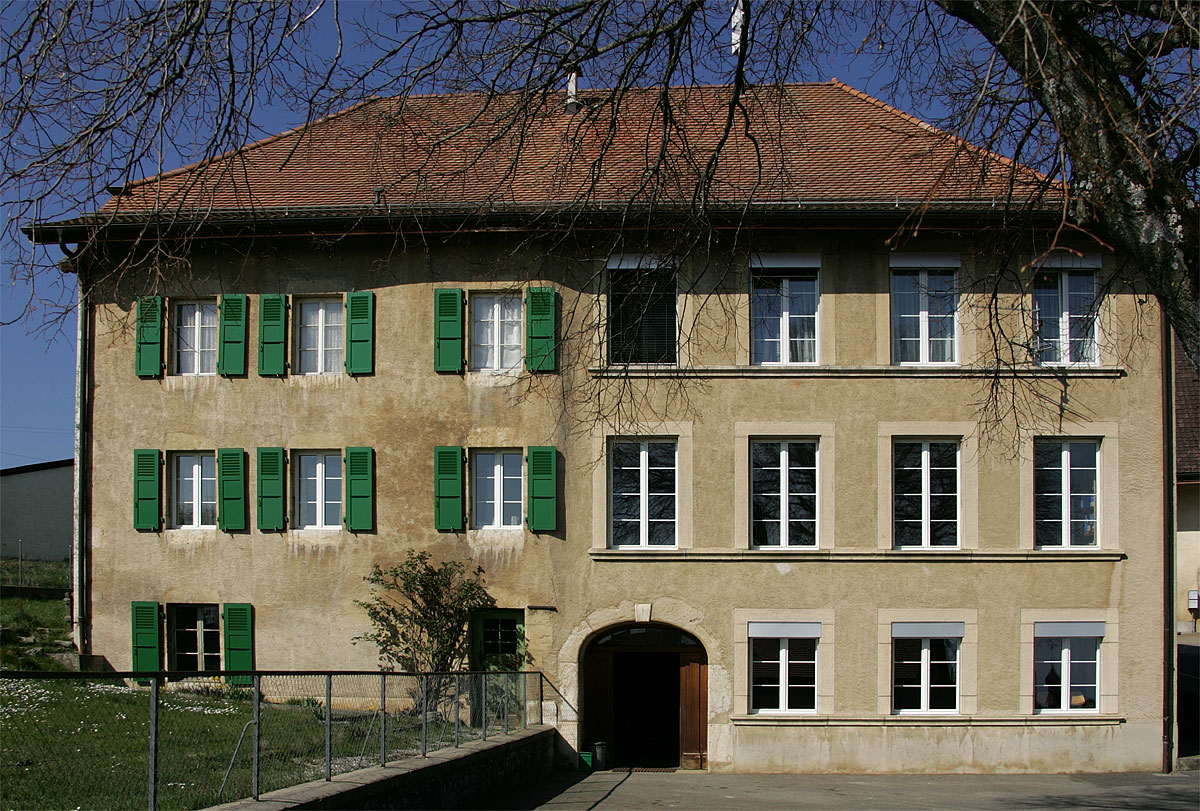
Schulhaus
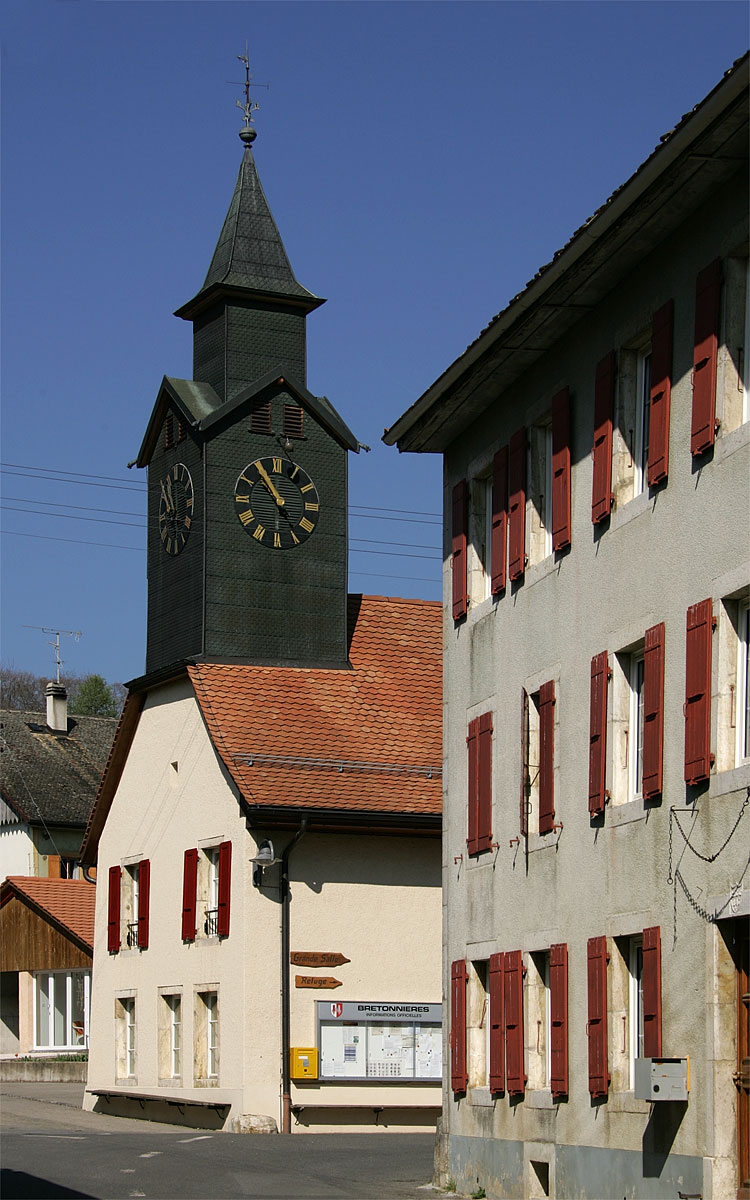
Mitten im Dorf